# 오쿠라촌 (효고현)
오쿠라촌(大蔵村)은 효고현 야부군에 설치되었던 촌이다. 현재의 아사고시, 야부시에 해당한다.

## 역사
- 1889년 4월 1일 - 정촌제 시행에 의해 10촌의 구역을 가지고 성립하였다.
- 1955년 2월 1일 - 이토이촌과 합병해 난탄정이 성립, 동일 오쿠라촌은 폐지되었다.

## 교통

### 철도
- 일본국유철도
  - 산요본선

### 도로
- 국도 제9호선

## 참고문헌
- 角川日本地名大辞典 28 兵庫県